# Hanau-Seligenstädter Senke
Die Hanau-Seligenstädter Senke (Naturraum 232.2) ist ein Randbecken des Oberrheingrabens im Gebiet der östlichen Untermainebene (Haupteinheit 232), welches auch synonym Östliche Untermainebene genannt wird.

## Lage

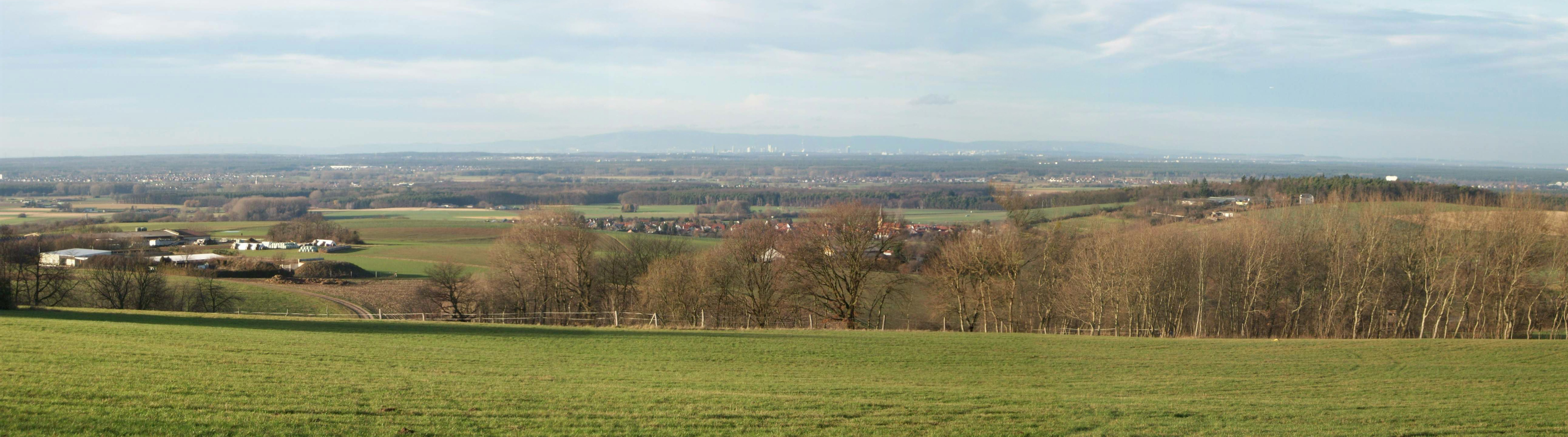
Panorama der Untermainebene von den letzten Ausläufern des Odenwaldes auf Klein-Umstädter Gemarkung mit Blick über Kleestadt in die Dieburger Bucht bis Frankfurt und Hanau, begrenzt am Horizont vom Taunus

Die Hanau-Seligenstädter Senke liegt im Gebiet der östlichen Untermainebene. Der Fluss Main durchfließt sie zwischen Aschaffenburg und Offenbach am Main. Aufgrund ihrer Lage im östlichen Rhein-Main-Gebiet ist die Hanau-Seligenstädter Senke dicht besiedelt. Zu den größten Städten gehören Hanau, Seligenstadt und Dieburg.

## Geologischer Aufbau
Die Hanau-Seligenstädter Senke ist ein känozoisches, grabenartiges Becken. Als Randbecken des Oberrheingrabens gehört sie zum Europäischen Känozoischen Riftsystem, einer Bruchzone, die Europa von der Nordsee bis ins Mittelmeer durchzieht. 
Im Westen trennt ein Horst (Sprendlinger Horst, in der nördlichen Verlängerung Frankfurter Horst) die Hanau-Seligenstädter Senke vom Oberrheingraben. Die östliche Grabenschulter bildet der Spessart. Im Süden wird die Senke vom Odenwald begrenzt. Im Norden laufen die Grabenschultern keilartig zusammen. Der Untergrund unter den Beckenablagerungen wird vom variszischen Grundgebirge der Mitteldeutschen Kristallinzone und der diskordant auflagernden Schichtenfolge vom Perm (Oberes Rotliegend) bis in die untere Trias (Buntsandstein) aufgebaut. Die im Becken abgelagerten Schichten erreichen mehr als 280 m Mächtigkeit und reichen vom Oligozän bis ins Quartär. Im Oligozän und Miozän herrschen marine, brackische und limnische, zuletzt festländische Tone, Mergel, Kalksteinbänke und Sande mit eingelagerten Basaltlaven vor. Die Flussablagerungen des Pliozän und Quartär bestehen aus Sand, Kies, Schluff und Lehm, im Pliozän auch Braunkohlen. Die Oberfläche wird von einer Flussterrassenlandschaft geprägt.

## Entstehungsgeschichte
Seit der Trias bis ins frühe Paläogen war das Gebiet der heutigen Hanau-Seligenstädter Senke kein Ablagerungsraum, sondern Abtragungsgebiet. Die Absenkung begann spätestens im Oligozän (Rupelium) vor rund 30 Millionen Jahren während der Entstehung des Oberrheingrabens. Das Oberrheingrabenmeer bzw. der Oberrheingrabensee dehnten sich auch über das Gebiet der Hanau-Seligenstädter Senke aus. Von den Beckenrändern eingetragener Schutt führte im Laufe des Miozän zunehmend zum Verlanden des Sees. Die Hanau-Seligenstädter Senke wurde zu einer Flussebene. Vor rund 15 Millionen Jahren während des Langhiums ergossen Vulkane Lavaströme über Teile des Gebiets, die erstarrt als Basaltgestein erhalten sind. Noch während des Langhiums begannen die Flüsse, ihre eigenen Ablagerungen wieder abzutragen. Erst ab dem Pliozän (vor rund 5 Millionen Jahren) lagerten der Untermain und seine Nebenflüsse in ihren Tälern wieder Sand, Kies und Lehm ab. In Seen und Mooren bildeten sich Tonschichten und Torf (heute Braunkohle). Der damals noch relativ kurze Main zapfte im frühen Quartär den Obermain an. Der dadurch stark angewachsene Fluss transportierte große Mengen Sand und Kies in die Hanau-Seligenstädter Senke. Im mittleren Pleistozän begannen die Flüsse schließlich wieder, sich in ihre älteren Ablagerungen einzugraben. Die verschiedenen Stadien dieser Eingrabungsgeschichte sind heute in Form von Flussterrassen erhalten.

## Rohstoffe und Grundwasser
In der Hanau-Seligenstädter Senke wird in zahlreichen Gruben und Baggerseen Sand, Kies und Ton gewonnen. Bis in die 1930er Jahre wurden in der Region um Großkrotzenburg, Kahl am Main und Seligenstadt pliozäne Braunkohlen abgebaut. Die Tagebaue bilden heute die Kahler Seenplatte. In der Umgebung von Hanau zeugen einige stillgelegte Steinbrüche (z. B. die Dietesheimer Steinbrüche) von der Gewinnung miozäner Basalte bis in die 1980er Jahre. Die Sande und Kiese sind ergiebige Grundwasserleiter die für die Wasserversorgung genutzt werden.